# Rachid Baris
Rachid Barris né le 22 mars 1952 à El Kseur en Kabylie (Algérie) est un ancien footballeur international algérien. Il a fait l'essentiel de sa carrière, dans les années 1970 et 1980 sous les couleurs de la JS Kabylie.
Il compte 7 sélections en équipe nationale en 1978,

## Carrière

### Joueur
Rachid Baris commence sa carrière en 1968 dans les jeunes catégories de l'OS El Kseur. En 1970, tout en étant junior, il signe à la JSM Béjaia. En 1972, il signe à la JS Kabylie. Il gagnera aussi sept fois le championnat avec la JS Kabylie en 1973, 1974, 1977, 1980, 1982, 1983 et 1985, dont un doublé coupe et championnat en 1977, une coupe d'Afrique des clubs champions en 1981, une Supercoupe d'Algérie en 1973 et une Supercoupe d'Afrique en 1982.
Il est l'un des joueurs les plus titrés de la JSK avec 11 titres.
Baris clôture sa carrière de footballeur en 1987 chez la JS Bordj Ménaïel.

### Président
Il a également occupé le poste de président de la JS Kabylie de 1992 à 1993.

## Palmarès

### En tant que joueur
- Avec la JS Kabylie.
  - Champion d'Algérie (7) : en 1973, 1974, 1977, 1980, 1982, 1983 et 1985.
  - Vice-champion d'Algérie en 1978, 1979 et 1981.
  - Coupe d'Algérie (1) : en 1977.
  - Supercoupe d'Algérie (1) : en 1973.
  - Finaliste de la Coupe d'Algérie en 1979.
  - Coupe d'Afrique des clubs champions (1) : en 1981.
  - Supercoupe d'Afrique (1) : en 1982.

- Avec l'Algérie.
  -  Médaillé d'or lors des Jeux africains a Alger en 1978.

### En tant que dirigeant
- Vainqueur de la Coupe d'Algérie avec la JS Kabylie en 1992.

## Statistiques
| Saison                | Club                  | Championnat           | Championnat | Championnat | Coupe(s) nationale(s) | Coupe(s) nationale(s) | Compétition(s) continentale(s) | Compétition(s) continentale(s) | Compétition(s) continentale(s) | Total | Total |
| Saison                | Club                  | Division              | M.          | B.          | M.                    | B.                    | Comp.                          | M.                             | B.                             | M.    | B.    |
| 1970-1971             | JSM Béjaïa            | 2                     |             |             |                       |                       | -                              | -                              | -                              | 0     | 0     |
| 1971-1972             | JSM Béjaïa            | 2                     |             |             |                       |                       | -                              | -                              | -                              | 0     | 0     |
| Sous-total            | Sous-total            | Sous-total            |             |             |                       |                       | -                              | -                              | -                              | 0     | 0     |
| 1972-1973             | JS Kabylie            | 1                     |             |             |                       |                       | -                              | -                              | -                              | 0     | 0     |
| 1973-1974             | JS Kabylie            | 1                     |             |             |                       |                       | -                              | -                              | -                              | 0     | 0     |
| 1974-1975             | JS Kabylie            | 1                     |             |             |                       |                       | -                              | -                              | -                              | 0     | 0     |
| 1975-1976             | JS Kabylie            | 1                     |             |             |                       |                       | -                              | -                              | -                              | 0     | 0     |
| 1976-1977             | JS Kabylie            | 1                     |             | 5           |                       |                       | -                              | -                              | -                              | 0     | 5     |
| 1977-1978             | JS Kabylie            | 1                     |             |             |                       |                       | C1                             | -                              | -                              | 0     | 0     |
| 1978-1979             | JS Kabylie            | 1                     |             |             |                       |                       | -                              | -                              | -                              | 0     | 0     |
| 1979-1980             | JS Kabylie            | 1                     |             |             |                       |                       | -                              | -                              | -                              | 0     | 0     |
| 1980-1981             | JS Kabylie            | 1                     |             |             |                       |                       | C1                             | -                              | -                              | 0     | 0     |
| 1981-1982             | JS Kabylie            | 1                     |             | 8           |                       |                       | C1                             | -                              | -                              | 0     | 8     |
| 1982-1983             | JS Kabylie            | 1                     |             | 9           |                       | 2                     | C1                             | 2                              | 1                              | 2     | 12    |
| 1983-1984             | JS Kabylie            | 1                     |             |             |                       |                       | -                              | -                              | -                              | 0     | 0     |
| 1984-1985             | JS Kabylie            | 1                     |             |             |                       |                       | -                              | -                              | -                              | 0     | 0     |
| Sous-total            | Sous-total            | Sous-total            |             |             |                       |                       | -                              | -                              | -                              | 0     | 0     |
| 1984-1985             | JS Bordj Menaïel      | 1                     |             |             |                       |                       | -                              | -                              | -                              | 0     | 0     |
| 1986-1987             | JS Bordj Menaïel      | 1                     |             |             |                       |                       | -                              | -                              | -                              | 0     | 0     |
| Sous-total            | Sous-total            | Sous-total            |             |             |                       |                       | -                              | -                              | -                              | 0     | 0     |
| Total sur la carrière | Total sur la carrière | Total sur la carrière | -           | -           | -                     | -                     | -                              | -                              | -                              | 0     | 0     |